# Composition des équipes féminines de hockey sur gazon au Tournoi de qualification olympique 2024
Cette page contient la liste de toutes les équipes et leurs joueuses participant au Tournoi de qualification olympique 2024 à Ranchi, en Inde, et à Valence, en Espagne.
La sélection définitive des 18 joueuses qui disputent le Tournoi de qualification olympique en Inde et en Espagne est présentée à la FIH.

## Tournoi de Valence

### Belgique
La composition finale a été annoncée le 23 décembre 2023.
Entraîneur :  Raoul Ehren
| Numéro | Joueur                 | Date de naissance | Âge | Sélections |
| ------ | ---------------------- | ----------------- | --- | ---------- |
| 3      | Justine Rasir          | 4 décembre 2001   | 22  | 54         |
| 4      | Delphine Marien        | 27 mars 2002      | 21  | 21         |
| 5      | Abi Raye               | 17 mai 1991       | 32  | 206        |
| 6      | Charlotte Englebert    | 20 mai 2001       | 22  | 58         |
| 7      | Judith Vandermeiren    | 10 août 1994      | 29  | 221        |
| 8      | Emma Puvrez            | 25 juillet 1997   | 26  | 186        |
| 10     | Louise Versavel        | 29 avril 1995     | 28  | 239        |
| 13     | Alix Gerniers (C)      | 29 juin 1993      | 30  | 253        |
| 15     | Vanessa Blockmans      | 4 avril 2002      | 21  | 27         |
| 17     | Michelle Struijk (C)   | 24 juin 1998      | 25  | 112        |
| 19     | Barbara Nelen (C)      | 20 août 1991      | 32  | 308        |
| 21     | Aisling D'Hooghe (GB)  | 25 août 1994      | 29  | 216        |
| 22     | Stéphanie Vanden Borre | 14 septembre 1997 | 26  | 171        |
| 26     | Lien Hillewaert        | 27 novembre 1997  | 26  | 121        |
| 29     | Elodie Picard (GB)     | 8 septembre 1997  | 26  | 36         |
| 30     | Ambre Ballenghien      | 13 décembre 2000  | 23  | 66         |
| 36     | Hélène Brasseur        | 4 janvier 2002    | 22  | 50         |
| 40     | Camille Bélis          | 23 octobre 2004   | 19  | 17         |

### Grande-Bretagne
La composition finale a été annoncée le 9 janvier 2024.
Entraîneur :  David Ralph
| Numéro | Joueur                 | Date de naissance | Âge | Sélections |
| ------ | ---------------------- | ----------------- | --- | ---------- |
| 4      | Laura Unsworth         | 8 mars 1988       | 35  | 339        |
| 6      | Anna Toman             | 29 avril 1993     | 30  | 127        |
| 7      | Hannah Martin          | 30 décembre 1994  | 29  | 137        |
| 8      | Sarah Jones            | 25 juin 1990      | 33  | 166        |
| 9      | Amy Costello           | 14 janvier 1998   | 25  | 122        |
| 10     | Sarah Robertson        | 27 septembre 1993 | 30  | 195        |
| 13     | Elena Rayer            | 22 novembre 1996  | 27  | 109        |
| 14     | Tessa Howard           | 6 janvier 1999    | 25  | 79         |
| 16     | Isabelle Petter        | 27 juin 2000      | 23  | 95         |
| 17     | Katie Robertson        | 11 décembre 1996  | 27  | 68         |
| 18     | Giselle Ansley         | 31 mars 1992      | 31  | 216        |
| 20     | Hollie Pearne-Webb (C) | 19 septembre 1990 | 33  | 252        |
| 21     | Fiona Crackles         | 11 février 2000   | 23  | 75         |
| 23     | Sophie Hamilton        | 28 février 2001   | 22  | 59         |
| 25     | Sabbie Heesh (GB)      | 16 décembre 1991  | 32  | 52         |
| 26     | Lily Owsley            | 10 décembre 1994  | 29  | 223        |
| 40     | Miriam Pritchard (GB)  | 21 décembre 1998  | 25  | 8          |
| 41     | Lily Walker            | 5 juin 2002       | 21  | 44         |

### Espagne
La composition finale a été annoncée le 30 décembre 2023.
Entraîneur:  Carlos García
| Numéro | Joueur                   | Date de naissance | Âge | Sélections |
| ------ | ------------------------ | ----------------- | --- | ---------- |
| 2      | Laura Barrios            | 4 septembre 2000  | 23  | 44         |
| 4      | Sara Barrios             | 4 septembre 2000  | 23  | 32         |
| 7      | Júlia Strappato          | 16 janvier 2000   | 23  | 31         |
| 8      | Lucía Jiménez            | 8 janvier 1997    | 27  | 169        |
| 9      | María López (C)          | 16 février 1990   | 33  | 239        |
| 10     | Belén Iglesias           | 6 juillet 1996    | 27  | 95         |
| 11     | Marta Segú               | 22 juin 1995      | 28  | 105        |
| 13     | Constanza Amundson       | 12 février 1998   | 25  | 31         |
| 14     | Blanca Pérez             | 17 septembre 2003 | 20  | 0          |
| 17     | Lola Riera               | 25 juin 1991      | 32  | 195        |
| 19     | Begoña García            | 19 juillet 1995   | 28  | 163        |
| 20     | Xantal Giné (C)          | 23 septembre 1992 | 31  | 193        |
| 21     | Beatriz Pérez            | 4 mai 1991        | 32  | 251        |
| 22     | Laia Vidosa              | 8 janvier 1999    | 25  | 27         |
| 24     | Alejandra Torres-Quevedo | 30 septembre 1999 | 24  | 83         |
| 26     | Clara Pérez (GB)         | 26 juillet 2001   | 22  | 15         |
| 30     | Patricia Álvarez         | 4 mars 1998       | 25  | 29         |
| 31     | María Tello (GB)         | 18 février 2001   | 22  | 4          |

### Corée du Sud
Entraîneur:  Han Jinsoo
| Numéro | Joueur            | Date de naissance | Âge | Sélections |
| ------ | ----------------- | ----------------- | --- | ---------- |
| 1      | Kim Eunji II (GB) | 9 février 2000    | 23  | 21         |
| 2      | Lee Juyeon        | 12 février 2001   | 22  | 17         |
| 5      | Lee Yujin         | 30 septembre 2002 | 21  | 14         |
| 7      | Seo Jungeun       | 26 décembre 1991  | 32  | 85         |
| 8      | An Hyoju          | 25 novembre 1987  | 36  | 160        |
| 9      | Kang Jina         | 10 janvier 1993   | 31  | 45         |
| 10     | Cheon Eunbi (C)   | 7 février 1992    | 31  | 155        |
| 11     | Cho Hyejin        | 16 janvier 1995   | 28  | 120        |
| 12     | Kim Minjeong      | 18 novembre 1997  | 26  | 27         |
| 13     | Cho Eunji         | 30 novembre 1989  | 34  | 138        |
| 14     | Lee Yuri          | 6 septembre 1994  | 29  | 109        |
| 15     | Park Seungae      | 31 décembre 1999  | 24  | 20         |
| 16     | Kim Jeonghin      | 30 novembre 1998  | 25  | 41         |
| 17     | Seo Suyoung       | 30 janvier 1996   | 27  | 26         |
| 20     | Kim Eunji         | 23 janvier 1999   | 24  | 18         |
| 22     | An Sujin          | 9 janvier 2002    | 22  | 26         |
| 31     | Lee Seoyeon (GB)  | 27 juillet 2002   | 21  | 0          |
| 32     | Kwon Soyeong      | 22 octobre 1997   | 26  | 0          |

### Irlande
La composition finale a été annoncée le 29 décembre 2023.
Entraîneur:  Sean Dancer
| Numéro | Joueur                | Date de naissance | Âge | Sélections |
| ------ | --------------------- | ----------------- | --- | ---------- |
| 1      | Ayeisha McFerran (GB) | 10 janvier 1996   | 28  | 126        |
| 2      | Elizabeth Murphy (GB) | 28 juin 1998      | 25  | 26         |
| 3      | Sarah McAuley         | 25 septembre 2001 | 22  | 29         |
| 5      | Michelle Carey        | 5 mai 1999        | 24  | 30         |
| 6      | Roisin Upton          | 1er avril 1994    | 29  | 109        |
| 7      | Niamh Carey           | 5 mai 1999        | 24  | 18         |
| 8      | Sarah Hawkshaw        | 4 novembre 1995   | 28  | 66         |
| 9      | Kathryn Mullan (C)    | 7 avril 1994      | 29  | 226        |
| 10     | Hannah McLoughlin     | 2 décembre 1999   | 24  | 46         |
| 11     | Sarah Torrans         | 14 février 1999   | 24  | 52         |
| 12     | Elena Tice            | 16 novembre 1997  | 26  | 142        |
| 13     | Naomi Carroll         | 13 septembre 1992 | 31  | 140        |
| 14     | Ellen Curran          | 4 mars 1998       | 25  | 47         |
| 16     | Charlotte Beggs       | 16 septembre 2002 | 21  | 19         |
| 20     | Chloé Watkins         | 7 mars 1992       | 31  | 237        |
| 21     | Katie McKee           | 27 septembre 1999 | 24  | 14         |
| 28     | Deirdre Duke          | 9 juin 1992       | 31  | 168        |
| 31     | Beth Harper           | 11 juin 1995      | 28  | 30         |

### Canada
La composition a été annoncée le 18 décembre 2023.
Entraîneur :  Danny Kerry
| Numéro | Joueur                 | Date de naissance | Âge | Sélections |
| ------ | ---------------------- | ----------------- | --- | ---------- |
| 2      | Chloe Walton           | 28 avril 2000     | 23  | 13         |
| 3      | Thora Rae              | 15 octobre 1999   | 24  | 25         |
| 4      | Mélanie Scholz         | 15 juillet 2000   | 23  | 12         |
| 6      | Jordyn Faiczak         | 2 avril 1999      | 24  | 46         |
| 7      | Anna Mollenhauer       | 18 septembre 1999 | 24  | 44         |
| 8      | Elise Wong             | 21 janvier 1998   | 25  | 39         |
| 9      | Madison Thompson       | 11 août 1994      | 29  | 25         |
| 10     | Kathleen Leahy         | 29 octobre 1993   | 30  | 83         |
| 11     | Kenzie Girgis          | 10 juin 2004      | 19  | 7          |
| 12     | Sara Goodman           | 22 octobre 1999   | 24  | 36         |
| 14     | Karli Johansen         | 26 mars 1992      | 31  | 169        |
| 15     | Grace Delmotte         | 26 juillet 2002   | 21  | 10         |
| 16     | Natalie Sourisseau (C) | 5 décembre 1992   | 31  | 174        |
| 17     | Sara McManus           | 14 août 1993      | 30  | 211        |
| 19     | Audrey Sawers          | 22 novembre 1999  | 24  | 25         |
| 22     | Danielle Husar         | 16 mai 2001       | 22  | 0          |
| 31     | Rowan Harris (GB)      | 11 août 1996      | 27  | 65         |
| 34     | Marcia Laplante (GB)   | 30 août 1997      | 26  | 8          |

### Malaisie
Entraîneur :  Arul Anthoni
| Numéro | Joueur               | Date de naissance | Âge | Sélections |
| ------ | -------------------- | ----------------- | --- | ---------- |
| 1      | Siti Nasir (GB)      | 1er novembre 2001 | 22  | 9          |
| 4      | Siti Mohd II         | 4 mars 2004       | 19  | 11         |
| 5      | Dayang Abang         | 16 août 2001      | 22  | 21         |
| 6      | Norsharina Shabuddin | 6 mars 1991       | 32  | 128        |
| 7      | Azmyra Azhairy       | 15 décembre 2004  | 19  | 11         |
| 8      | Juliani Din (C)      | 23 novembre 1985  | 38  | 196        |
| 10     | Siti Mohd            | 8 septembre 2001  | 22  | 19         |
| 11     | Nur Azhar            | 8 avril 2000      | 23  | 21         |
| 17     | Anith Baharudin      | 7 octobre 2003    | 20  | 2          |
| 18     | Nur Mohammed         | 18 avril 2005     | 18  | 6          |
| 19     | Insyirah Effarizal   | 24 mars 2002      | 21  | 21         |
| 21     | Fatin Sukri          | 1er novembre 1995 | 28  | 111        |
| 24     | Nurul Azman          | 15 juin 2002      | 21  | 16         |
| 26     | Nuramirah Zulkifli   | 13 novembre 2000  | 23  | 47         |
| 27     | Nurmaizatul Syafi    | 14 février 2001   | 22  | 51         |
| 29     | Kirandeep Gurdip     | 22 juillet 2003   | 20  | 31         |
| 32     | Nur Zainal (GB)      | 21 janvier 2003   | 20  | 10         |
| 33     | Nur Yussaini         | 28 mars 2002      | 21  | 6          |

### Ukraine
Entraîneur:  Svitlana Makaieva
| Numéro | Joueur                    | Date de naissance | Âge | Sélections |
| ------ | ------------------------- | ----------------- | --- | ---------- |
| 2      | Marharyta Mykhailiuk      | 19 mai 2007       | 16  | 3          |
| 4      | Maryna Khilko             | 15 octobre 1984   | 39  | 31         |
| 5      | Yevheniia Moroz           | 10 décembre 1987  | 36  | 158        |
| 6      | Yevheniya Kernoz          | 20 février 1992   | 31  | 106        |
| 8      | Kateryna Shokalenko       | 6 octobre 1994    | 29  | 75         |
| 9      | Valeriia Rudychenko       | 24 août 2001      | 22  | 22         |
| 10     | Karyna Leonova            | 22 juillet 1999   | 24  | 22         |
| 14     | Valeriia Tyshchenko       | 13 août 1997      | 26  | 26         |
| 15     | Veronika Movchan          | 8 juin 2004       | 19  | 9          |
| 16     | Alina Fadieieva (GB)      | 10 février 1997   | 26  | 46         |
| 17     | Veronika Korobkina        | 14 octobre 2005   | 18  | 5          |
| 18     | Anastasiia Voievoda       | 17 mars 2002      | 21  | 22         |
| 19     | Valeriia Zaitseva         | 3 avril 2000      | 23  | 22         |
| 21     | Anastasiia Shyshyna       | 14 novembre 2003  | 20  | 12         |
| 23     | Kateryna Popova           | 28 juillet 2002   | 21  | 9          |
| 25     | Anna Tanchenko            | 20 octobre 2001   | 22  | 19         |
| 27     | Tetiana Stepanchenko (GB) | 1er avril 1985    | 38  | 103        |
| 31     | Yana Vorushylo (C)        | 15 novembre 1983  | 40  | 226        |

## Tournoi de Ranchi

### Allemagne
La composition finale a été annoncée le 22 décmebre 2023.
Entraîneur :  Valentin Altenburg
| Numéro | Joueur                 | Date de naissance | Âge | Sélections |
| ------ | ---------------------- | ----------------- | --- | ---------- |
| 2      | Kira Horn              | 12 février 1995   | 28  | 73         |
| 4      | Nike Lorenz (C)        | 12 mars 1997      | 26  | 165        |
| 5      | Selin Oruz             | 5 février 1997    | 26  | 146        |
| 6      | Benedetta Wenzel       | 31 mars 1997      | 26  | 35         |
| 8      | Anne Schröder          | 11 septembre 1994 | 29  | 197        |
| 10     | Lisa Nolte             | 5 février 2001    | 22  | 20         |
| 11     | Lena Micheel           | 29 avril 1998     | 25  | 92         |
| 12     | Charlotte Stapenhorst  | 15 juin 1995      | 28  | 155        |
| 15     | Nathalie Kubalski (GB) | 3 septembre 1993  | 30  | 39         |
| 16     | Sonja Zimmermann       | 15 juin 1999      | 24  | 84         |
| 17     | Pauline Heinz          | 1er mai 2001      | 22  | 46         |
| 20     | Julia Ciupka (GB)      | 1er novembre 1991 | 32  | 87         |
| 22     | Cécile Pieper          | 31 août 1994      | 29  | 172        |
| 23     | Emma Davidsmeyer       | 30 mars 1999      | 24  | 21         |
| 25     | Viktoria Huse          | 24 octobre 1995   | 28  | 106        |
| 28     | Jette Fleschütz        | 23 octobre 2002   | 21  | 48         |
| 30     | Hanna Granitzki        | 31 juillet 1997   | 26  | 101        |
| 31     | Linnea Weidemann       | 15 septembre 2003 | 20  | 30         |

### Inde
La composition finale a été annoncée le 30 décembre 2023. Le 3 janvier 2024, Vandana Katariya doit déclarer forfait à cause d'une blessure à la pommette, elle est remplacée par Baljeet Kaur.
Entraîneur :  Janneke Schopman
| Numéro | Joueur               | Date de naissance | Âge | Sélections |
| ------ | -------------------- | ----------------- | --- | ---------- |
| 4      | Monika Malik         | 5 novembre 1993   | 30  | 219        |
| 5      | Sonika Tandi         | 20 mars 1997      | 26  | 80         |
| 8      | Nikki Pradhan        | 8 décembre 1993   | 29  | 166        |
| 9      | Bichu Devi (GB)      | 3 décembre 2000   | 23  | 20         |
| 11     | Savita Punia (GB)    | 11 juillet 1990   | 33  | 266        |
| 14     | Sangita Kumari       | 24 décembre 2001  | 21  | 40         |
| 15     | Nisha Warsi          | 9 juillet 1995    | 28  | 76         |
| 18     | Udita Duhan          | 14 janvier 1998   | 25  | 97         |
| 19     | Vaishnavi Phalke     | 23 décembre 2003  | 19  | 15         |
| 20     | Lalremsiami Hmarzote | 30 mars 2000      | 23  | 126        |
| 22     | Baljeet Kaur         | 22 mars 2001      | 22  | 15         |
| 24     | Jyoti Rumavat        | 11 décembre 1999  | 23  | 51         |
| 25     | Navneet Kaur         | 26 janvier 1996   | 27  | 148        |
| 30     | Salima Tete          | 27 décembre 2001  | 21  | 94         |
| 32     | Neha Goyal           | 15 novembre 1996  | 27  | 143        |
| 50     | Ishika Chaudhary     | 15 avril 2000     | 23  | 33         |
| 52     | Beauty Dungdung      | 21 juillet 2003   | 20  | 8          |
| 55     | Deepika Kumari       | 6 décembre 2003   | 20  | 23         |

### Nouvelle-Zélande
La composition finale a été annoncée le 22 décembre 2023. Kaitlin Cotter et Anna Willocks sont les 2 joueurs en réserve.
Entraîneur:  Phil Burrows
| Numéro | Joueur              | Date de naissance | Âge | Sélections |
| ------ | ------------------- | ----------------- | --- | ---------- |
| 1      | Tarryn Davey        | 29 février 1996   | 27  | 99         |
| 2      | Olivia Shannon      | 23 mai 2001       | 22  | 71         |
| 4      | Olivia Merry (C)    | 16 mars 1992      | 31  | 277        |
| 5      | Frances Davies      | 18 octobre 1996   | 27  | 117        |
| 6      | Hope Ralph          | 14 avril 2000     | 23  | 47         |
| 8      | Hannah Cotter       | 15 juillet 2003   | 20  | 19         |
| 10     | Brooke Roberts (GB) | 16 février 1995   | 28  | 33         |
| 11     | Casey Crowley       | 21 janvier 1998   | 25  | 20         |
| 13     | Samantha Charlton   | 7 décembre 1991   | 32  | 267        |
| 15     | Grace O'Hanlon (GB) | 10 septembre 1992 | 31  | 104        |
| 16     | Liz Thompson        | 8 décembre 1994   | 29  | 215        |
| 17     | Stéphanie Dickins   | 9 janvier 1995    | 29  | 66         |
| 20     | Megan Hull (C)      | 12 mai 1996       | 27  | 75         |
| 21     | Alia Jaques         | 20 mai 1995       | 28  | 36         |
| 22     | Katie Doar          | 11 septembre 2001 | 22  | 59         |
| 28     | Hannah Gravenall    | 15 novembre 1988  | 35  | 2          |
| 32     | Rose Tynan          | 20 mars 1997      | 26  | 29         |
| 33     | Julia King          | 8 décembre 1992   | 31  | 136        |

### Japon
La composition finale a été annoncée le 26 décembre 2023.
Entraîneur :  Jude Menezes
| Numéro | Joueur             | Date de naissance | Âge | Sélections |
| ------ | ------------------ | ----------------- | --- | ---------- |
| 1      | Eika Nakamura (GB) | 4 mars 1996       | 27  | 38         |
| 5      | Yu Asai            | 8 janvier 1996    | 28  | 108        |
| 7      | Miyu Suzuki        | 8 janvier 1999    | 25  | 58         |
| 9      | Yuri Nagai (C)     | 26 mai 1992       | 31  | 216        |
| 10     | Hazuki Nagai       | 15 août 1994      | 29  | 205        |
| 11     | Shihori Oikawa     | 12 mars 1989      | 34  | 170        |
| 13     | Miki Kozuka        | 13 janvier 1996   | 28  | 102        |
| 15     | Chiko Fujibayashi  | 14 janvier 1996   | 27  | 26         |
| 16     | Akari Nakagomi     | 7 mars 2000       | 23  | 18         |
| 17     | Shiho Kobayakawa   | 12 avril 1999     | 24  | 38         |
| 21     | Mai Toriyama       | 13 avril 1995     | 28  | 52         |
| 25     | Kana Urata         | 27 décembre 1998  | 25  | 35         |
| 26     | Amiru Shimada      | 23 juin 1998      | 25  | 34         |
| 27     | Akio Tanaka (GB)   | 10 septembre 1997 | 26  | 39         |
| 29     | Sakurako Omoto     | 19 mars 1998      | 25  | 62         |
| 33     | Aimi Kobayashi     | 25 novembre 1998  | 25  | 13         |
| 36     | Miyu Hasegava      | 20 novembre 2001  | 22  | 13         |
| 37     | Rika Ogawa         | 28 juillet 1994   | 29  | 7          |

### Chili
La composition a été annoncée le 21 décembre 2023.
Entraîneur :  Sergio Vigil
| Numéro | Joueur                | Date de naissance | Âge | Sélections |
| ------ | --------------------- | ----------------- | --- | ---------- |
| 3      | Fernanda Villagrán    | 12 août 1997      | 26  | 100        |
| 4      | Doménica Ananías      | 18 août 1998      | 25  | 59         |
| 5      | Denise Krimerman      | 4 juillet 1995    | 28  | 183        |
| 6      | Fernanda Flores       | 14 septembre 1993 | 30  | 199        |
| 10     | Manuela Urroz         | 24 septembre 1991 | 32  | 231        |
| 13     | Camila Caram (C)      | 22 avril 1989     | 34  | 266        |
| 14     | Francisca Tala        | 20 octobre 1994   | 29  | 152        |
| 15     | Fernanda Arrieta      | 27 janvier 2001   | 22  | 35         |
| 16     | Constanza Palma       | 29 mars 1992      | 31  | 184        |
| 17     | Consuelo de las Heras | 22 septembre 1995 | 28  | 52         |
| 18     | Valentina Cerda (GB)  | 23 octobre 1992   | 31  | 15         |
| 19     | Agustina Solano       | 5 avril 1995      | 28  | 89         |
| 22     | Paula Valdivia        | 5 juin 1997       | 26  | 62         |
| 25     | María Maldonado       | 13 août 1997      | 26  | 87         |
| 28     | Natalia Salvador (GB) | 28 septembre 1993 | 30  | 75         |
| 29     | Simone Avelli         | 6 mai 2000        | 23  | 9          |
| 30     | Josefina Khamis       | 26 septembre 1993 | 30  | 20         |
| 36     | Antonia Morales       | 31 juillet 1997   | 26  | 8          |

### États-Unis
La composition finale a été annoncée le 21 décembre 2023. Linnea Gonzales est la seule joueuse en réserve.
Entraîneur :  David Passmore
| Numéro | Joueur              | Date de naissance | Âge | Sélections |
| ------ | ------------------- | ----------------- | --- | ---------- |
| 1      | Abigail Tamer       | 9 juillet 2003    | 20  | 15         |
| 3      | Ashley Sessa        | 23 juin 2004      | 19  | 32         |
| 4      | Danielle Grega      | 2 juillet 1996    | 27  | 77         |
| 7      | Jillian Wolgemuth   | 28 avril 1998     | 25  | 46         |
| 8      | Brooke Deberdine    | 19 mai 1999       | 24  | 32         |
| 9      | Madeleine Zimmer    | 28 septembre 2001 | 22  | 35         |
| 12     | Amanda Magadan (C)  | 28 mars 1995      | 28  | 134        |
| 13     | Ashley Hoffman      | 8 novembre 1996   | 27  | 111        |
| 17     | Elizabeth Yeager    | 17 juin 2003      | 20  | 36         |
| 20     | Leah Crouse         | 22 février 2000   | 23  | 29         |
| 21     | Alexandra Hammel    | 16 juin 1996      | 27  | 50         |
| 24     | Kelee Lepage        | 4 octobre 1997    | 26  | 26         |
| 25     | Karlie Heistand     | 25 septembre 1995 | 28  | 52         |
| 27     | Emma Deberdine      | 14 juin 2001      | 22  | 24         |
| 31     | Kelsey Bing (GB)    | 1er octobre 1997  | 26  | 68         |
| 32     | Jennifer Rizzo (GB) | 22 septembre 1997 | 26  | 15         |
| 35     | Sanne Caarls        | 16 mars 1998      | 25  | 35         |
| 36     | Meredith Sholder    | 27 février 1999   | 24  | 30         |

### Italie
La composition a été annoncée le 22 décembre 2023.
Entraîneur:  Andrés Mondo
| Numéro | Joueur                  | Date de naissance | Âge | Sélections |
| ------ | ----------------------- | ----------------- | --- | ---------- |
| 3      | Teresa Dalla            | 1er janvier 1997  | 26  | 39         |
| 5      | Ailin Oviedo            | 2 mars 1991       | 32  | 23         |
| 7      | Elletra Bormida         | 18 novembre 1998  | 25  | 19         |
| 9      | Emilia Munitis          | 6 mai 1996        | 27  | 40         |
| 11     | Antonella Rinaldi       | 12 décembre 1990  | 33  | 5          |
| 12     | Lucia Caruso (GB)       | 30 septembre 1997 | 26  | 17         |
| 14     | Antonella Bruni         | 4 février 1995    | 28  | 18         |
| 18     | Federica Carta (C)      | 21 juin 2000      | 23  | 57         |
| 21     | Sara Puglisi (C)        | 3 août 2000       | 23  | 40         |
| 25     | Mercedes Pastor         | 18 octobre 1996   | 27  | 18         |
| 26     | Sofia Laurito           | 10 janvier 1994   | 29  | 36         |
| 27     | Lara Oviedo             | 12 avril 1988     | 35  | 65         |
| 28     | Ivanna Pessina          | 18 avril 1990     | 33  | 58         |
| 30     | Camila Machin           | 3 septembre 1994  | 28  | 17         |
| 32     | Augustina d'Ascola (GB) | 14 juin 1997      | 26  | 0          |
| 33     | Guadalupe Moras         | 20 mars 2001      | 22  | 0          |
| 34     | Maria Inaudi            | 20 novembre 1996  | 27  | 0          |
| 35     | Maria Aleman            | 6 novembre 1999   | 24  | 0          |

### Tchéquie
Entraîneur:  Gareth Grundie
| Numéro | Joueur                 | Date de naissance | Âge | Sélections |
| ------ | ---------------------- | ----------------- | --- | ---------- |
| 1      | Anna Linková (GB)      | 25 mai 2006       | 17  | 2          |
| 2      | Katerina Lacina (C)    | 13 novembre 1993  | 30  | 105        |
| 4      | Kateřina Bašová        | 29 juillet 2001   | 22  | 32         |
| 5      | Lucie Duchková         | 11 juillet 2002   | 21  | 26         |
| 8      | Kamila Kopecká         | 29 septembre 2004 | 19  | 10         |
| 10     | Katerina Topinkova     | 10 décembre 2004  | 19  | 28         |
| 13     | Adela Lehovcova        | 11 juin 1991      | 32  | 124        |
| 14     | Zuzana Semrádová       | 24 janvier 2003   | 20  | 16         |
| 15     | Anna Kolarova          | 8 octobre 1998    | 25  | 75         |
| 17     | Linda Nedvĕdová        | 7 février 2006    | 17  | 10         |
| 18     | Anna Vorlova           | 18 janvier 1995   | 28  | 59         |
| 19     | Nikol Babická          | 15 juin 1999      | 24  | 44         |
| 20     | Nela Tlamsova          | 19 novembre 2003  | 20  | 26         |
| 21     | Natálie Nováková       | 1er janvier 2000  | 24  | 50         |
| 24     | Natálie Hájková        | 19 février 2003   | 20  | 35         |
| 27     | Barbora Čecháková (GB) | 11 février 1994   | 29  | 65         |
| 28     | Eliška Fousková        | 21 juin 2005      | 18  | 4          |
| 66     | Veronika Descy         | 23 septembre 1994 | 29  | 80         |